# Michal Jeřábek
Michal Jeřábek (* 10. září 1993, Praha) je český fotbalový obránce a bývalý mládežnický reprezentant, od února 2021 hráč kazachstánského klubu FK Aktobe.

## Klubová kariéra

### Mládežnické roky
Jeřábek je odchovancem pražské Dukly. V jejím dresu se účastnil například i prestižního juniorského turnaje Viareggio Cup, ve kterém nastoupil v 5 zápasech a vstřelil jednu branku (do sítě U.N.A.M.).

### FK Dukla Praha

#### 2013/14
Svou prvoligovou premiéru v dresu Dukly si odbyl v květnu 2014 v utkání proti Slovácku. Ve stejné sezóně odehrál celkem 4 ligová utkání a jeden zápas v rámci MOL Cupu.

#### 2014/15
V další sezóně ho již čekalo větší zápasové vytížení, když nastoupil do 18 ligových zápasů a do jednoho utkání národního poháru. Branku však nevstřelil.

#### 2015/16
Následující sezónu začal ještě v Dukle. V jejím dresu stihl v podzimní části odehrát 13 ligových utkání, zároveň nastoupil i do 3 zápasů MOL Cupu, ve kterých vstřelil svůj jediný gól v dresu prvního týmu Dukly.

### FK Teplice

#### 2015/16
Jako novou posilu si jej pak v lednu 2016 do týmu přivedly prvoligové Teplice. Ještě v rozběhnuté sezóně za ně nastoupil do 7 ligových utkání, branku nevstřelil.

#### 2016/17
Nová sezóna přinesla i pravidelné Jeřábkovo herní vytížení v rámci prvního týmu. V průběhu celého ročníku odehrál 29 ligových utkání, ve kterých vstřelil své první tři prvoligové branky.

#### 2017/18
Pokračovalo to podobně i v další sezóně. V ročníku 2017/18 odehrál Jeřábek 20 ligových zápasů (bez střeleckého úspěchu), nastoupil také do 3 utkání MOL Cupu, ve kterých se dokázal jednou střelecky prosadit.

#### 2018/19
Pravidelné zápasové vytížení pokračovalo i v sezóně 2018/19. Jeřábek odehrál celkem 30 zápasů (26 ligových, 4 pohárové), ve kterých vstřelil celkem 4 branky.

#### 2019/20
Svou poslední sezónu v dresu Teplic začal jako pravidelný člen základní sestavy. V průběhu podzimu odehrál 10 ligových zápasů, ve kterých se střelecky neprosadil. Následně byl ale přeřazen do týmu rezervy, což nenesl dobře a v únoru 2020 podal v Teplicích výpověď. Celý přestup doprovázely nejasnosti a spory a ještě v listopadu 2020 orgány FAČR rozhodovaly o tom, zdali Jeřábek svým přestupem do Jablonce smlouvu s Teplicemi porušil či nikoliv.

### FK Jablonec

#### 2019/20
V ještě rozběhnuté sezóně stihl Jeřábek za nový tým odehrát 12 ligových utkání, ve kterých vstřelil jednu branku.

#### 2020/21
V sezóně 2020/21 o pravidelné zápasové vytížení přišel. K 9. únoru 2021 odehrál 2 ligová utkání, ve kterých branku nevstřelil. Byl také jedním z náhradníků připravených nastoupit do kvalifikačního utkání Evropské ligy proti Dunajské Stredě.

## Reprezentační kariéra
Nastoupil do jednoho utkání v dresu České republiky v mládežnické věkové kategorii do 21 let, branku nevstřelil.

## Klubové statistiky
- aktuální k 9. únor 2021

| Tým            | Sezona  | Liga   | Liga   | Pohár  | Pohár  | Evropské poháry | Evropské poháry |
| Tým            | Sezona  | Zápasy | Branky | Zápasy | Branky | Zápasy          | Branky          |
| -------------- | ------- | ------ | ------ | ------ | ------ | --------------- | --------------- |
| FK Dukla Praha | 2012/13 | 0      | 0      | -      | -      | -               | -               |
| FK Dukla Praha | 2013/14 | 4      | 0      | 1      | 0      | -               | -               |
| FK Dukla Praha | 2014/15 | 18     | 0      | 1      | 0      | -               | -               |
| FK Dukla Praha | 2015/16 | 13     | 0      | 3      | 1      | -               | -               |
| FK Teplice     | 2015/16 | 7      | 0      | -      | -      | -               | -               |
| FK Teplice     | 2016/17 | 29     | 3      | 0      | 0      | -               | -               |
| FK Teplice     | 2017/18 | 20     | 0      | 3      | 1      | -               | -               |
| FK Teplice     | 2018/19 | 26     | 2      | 4      | 2      | -               | -               |
| FK Teplice     | 2019/20 | 10     | 0      | 0      | 0      | -               | -               |
| FK Jablonec    | 2019/20 | 12     | 1      | 0      | 0      | -               | -               |
| FK Jablonec    | 2020/21 | 2      | 0      | -      | -      | 0               | 0               |
| Celkem         | Celkem  | 141    | 6      | 12     | 4      | 0               | 0               |